# Nesles-la-Montagne
Nesles-la-Montagne är en kommun i departementet Aisne i regionen Hauts-de-France i norra Frankrike. Kommunen ligger  i kantonen Château-Thierry som ligger i arrondissementet Château-Thierry. År 2022 hade Nesles-la-Montagne 1 196 invånare.

## Befolkningsutveckling
Antalet invånare i kommunen Nesles-la-Montagne
Referens: INSEE